# RAMEN JAPAN
『RAMEN JAPAN』（ラーメンジャパン）とは、日本放送協会（NHK）が製作・放送している情報番組（グルメ番組）のことである。主にNHKワールドTV及びNHK総合にて放送されている。

## 概要
札幌ラーメンや博多ラーメン、喜多方ラーメンなどといった、日本全国にあるご当地ラーメンを紹介する。
元々はNHKの国際放送であるNHKワールドTV向けに制作されている番組ではあるが、内容を再構成した上で国内放送であるNHK総合でも放送されている。

## 出演者
- 大塚明夫（ナレーター）

## 放送リスト
出典について、特記事項が無い場合は番組公式サイトに基づいて記載する。
| 放送回 | サブタイトル                    | 番組内で取り上げたラーメン                                         | 初回放送日    |
| ------ | ------------------------------- | ------------------------------------------------------------------ | ------------- |
| 1      | 福岡（久留米）                  | 久留米ラーメン                                                     | 2024年6月29日 |
| 2      | 北海道（函館・旭川）            | 函館ラーメン 旭川ラーメン                                          | 2024年6月29日 |
| 3      | 福島                            | 喜多方ラーメン 白河ラーメン                                        | 2024年6月29日 |
| 4      | 5min.北海道（札幌）             | 札幌みそラーメン                                                   | 2024年6月29日 |
| 5      | 5min.青森                       | 八戸ラーメン 津軽ラーメン                                          | 2024年6月29日 |
| 6      | 山形                            | 山形ラーメン 冷やしラーメン                                        | 2024年6月30日 |
| 7      | 新潟                            | 新潟あっさり醤油ラーメン 長岡生姜醤油ラーメン 新潟濃厚味噌ラーメン | 2024年6月30日 |
| 8      | 5min.福岡                       | 博多ラーメン 長浜ラーメン                                          | 2024年7月5日  |
| 9      | 5min.千葉                       | 勝浦タンタンメン 竹岡ラーメン                                      | 2024年7月7日  |
| 10     | 5min.広島                       | 広島ラーメン 尾道ラーメン                                          | 2024年7月12日 |
| 11     | 北海道（札幌）                  | 札幌みそラーメン                                                   | 2025年2月18日 |
| 12     | 新潟（燕・三条）                | 燕三条背脂ラーメン 三条カレーラーメン                              | 2025年2月18日 |
| 13     | 福岡（博多・長浜）              | 博多ラーメン 長浜ラーメン                                          | 2025年2月18日 |
| 14     | 青森                            | 八戸ラーメン 津軽ラーメン                                          | 2025年2月19日 |
| 15     | 千葉                            | 勝浦タンタンメン 竹岡ラーメン                                      | 2025年2月19日 |
| 16     | 広島                            | 広島ラーメン 尾道ラーメン                                          | 2025年2月19日 |
| 17     | 鹿児島                          | 鹿児島ラーメン                                                     | 2025年3月11日 |
| 18     | 熊本                            | 玉名ラーメン 熊本ラーメン                                          | 2025年3月11日 |
| 19     | 岩手（釜石）                    | 釜石ラーメン                                                       | 2025年3月12日 |
| 20     | 栃木（佐野）                    | 佐野ラーメン                                                       | 2025年3月15日 |
| 21     | 和歌山                          | 和歌山ラーメン                                                     | 2025年3月15日 |
| 22     | 徳島                            | 徳島ラーメン                                                       | 2025年3月15日 |
| 23     | 東京Part1                       | 東京豚骨醤油ラーメン つけ麺                                        | 2025年3月18日 |
| 24     | 沖縄Part1                       | 沖縄そば                                                           | 2025年3月18日 |
| 25     | 沖縄Part2（宮古・八重山・久米） | 宮古そば 八重山そば 久米島味噌そば                                 | 2025年3月18日 |